# Református templom (Fülek)
A füleki református templom 2002-ben épült.

## A templom
A munkálatok 2002-ben kezdődtek. 2002 november 10.-én szentelték fel. Minden közadakozásból, közös munkával készült. Bellényből a majdnem összedőlt református templom tégláit 30 kamion hozta át Fülekre. Itt darabonként letisztították, így használták fel. A templom harangja is a régi bellényi templomból való. A padokat krasznahorkai mesterek faragták, ott kivágott fából. A szószék belső falán a következő szöveg olvasható: “Faragta jószívvel 2002 őszén a füleki református gyülekezet megbízásából Ulman István, Baffy Lajos és társaik.” Tamási Áron gondolatának egy szabad változata – amely szintén a szószék belső részére van faragva: A madárnak szárnya van és szabadsága, nekünk szülőföldünk és sok tennivalónk. A templomban vasárnaponként tartanak istentiszteleteket.